# 小頜斑鮃
小頜斑鮃為輻鰭魚綱鰈形目鰈亞目牙鮃科的其中一種，分布於印度西太平洋區的印度至菲律賓海域，棲息深度33-392公尺，體長可達22分，棲息在底層水域，以底棲生物為食，生活習性不明。